# Kenyentulus setosus
Kenyentulus setosus är en urinsektsart som beskrevs av Imadaté och Hiroaki So 1992. Kenyentulus setosus ingår i släktet Kenyentulus och familjen lönntrevfotingar. Inga underarter finns listade i Catalogue of Life.